# Gola (Grodzisk Wielkopolski)
Gola [pronunciación en polaco: /ˈɡɔla/] (en alemán: Goile) es un pueblo en el distrito administrativo de Gmina Rakoniewice, dentro del Distrito de Grodzisk Wielkopolski, Voivodato de Gran Polonia, en el centro Polonia. Se encuentra aproximadamente 4 kilómetros al noroeste de Rakoniewice, 12 kilómetros al suroeste de Grodzisk Wielkopolski, y 54 kilómetros al suroeste de la capital regional, Poznań.